# Gruber-Widal-Reaktion

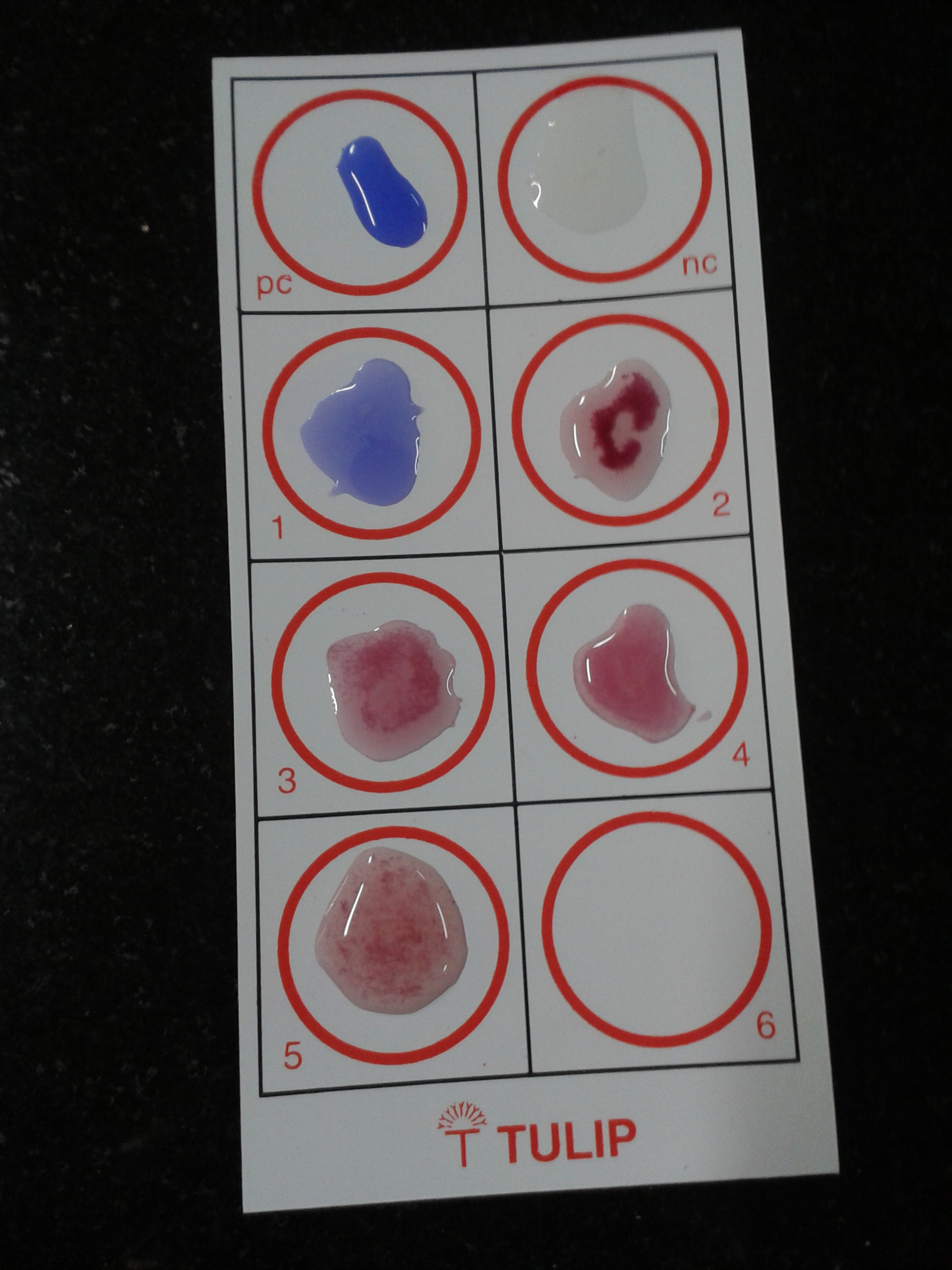
Der Gruber-Widal-Test

Die Gruber-Widal-Reaktion oder Widal-Grubersche Reaktion, benannt nach dem Hygieniker Max von Gruber (1853–1927) und dem französischen Pathologen Fernand Widal (1862–1929), die 1896 unabhängig voneinander diese Reaktion zum Nachweis des Typhus entdeckten, dient dem Nachweis von spezifischen Antikörpern mit Hilfe von Antigenen auf bekannten Bakterien. Durch die Ermittlung des Titers erlaubt die Gruber-Widal-Reaktion einen Schluss auf die Konzentration dieser Antikörper im Blutserum eines Patienten.

## Durchführung
Blutserum wird in aufsteigender Konzentration in physiologischer Kochsalzlösung verdünnt, mit einer Suspension abgetöteter Bakterien zusammengebracht und 24 Stunden bei 37 °C inkubiert, wobei das Agglutinat aus Antikörper und Antigen-tragenden Bakterien in Form einer weißen Trübung ausfällt. Die größte Verdünnung mit einer Ausfällung gibt den Titer an. Der Titer kann mit einem Agglutinoskop abgelesen werden. Wichtig für die Beurteilung, ob eine akute Infektion vorliegt, ist außer der Höhe der Verlauf des Titers: Für eine akute Infektion ist ein Titeranstieg binnen sieben Tagen eine Voraussetzung.
Die Gruber-Widal-Reaktion dient einer Diagnostik zum Beispiel der Salmonellosen, Escherichia-coli-Infektionen und Ruhr. In modifizierter Form wird sie auch beim Nachweis einer Brucellose als Widal-Wright-Reaktion verwendet.